# Alberto De Simone
Alberto Vicente De Simone (Buenos Aires, 17 novembre 1938 – 1º marzo 2024) è stato un cestista argentino con cittadinanza italiana.
Venne soprannominato "Caña" (in italiano "canna") per via del suo fisico longilineo.

## Carriera
Con l'Argentina disputò i Campionati mondiali del 1963.
Nel 1964 approdò a Cantù per giocare nella Pallacanestro Cantù, con la quale fu protagonista della conquista del primo Scudetto nell'anno 1968. Insieme a Bob Burgess e Alberto Merlati formò il celebre "Muro di Cantù". Dopo aver rifiutato le offerte di Milano, giocò dapprima ad Asti e successivamente fece ritorno in Argentina.
A fine anni '90 tornò a vivere a Cantù: gestì per anni un'edicola oltre ad una pompa di benzina.